# Brett Aitken
Brett Aitken (Adelaida, 25 de enero de 1971) es un deportista australiano que compitió en ciclismo en las modalidades de pista, especialista en las pruebas de persecución, y ruta; campeón olímpico en Sídney 2000 y campeón mundial de pista en 1993.

## Trayectoria
Participó en tres Juegos Olímpicos de Verano, entre los años 1992 y 2000, obteniendo en total tres medallas: plata en Barcelona 1992 en la prueba de persecución por equipos (junto con Stephen McGlede, Stuart O'Grady y Shaun O'Brien), bronce en Atlanta 1996 en persecución por equipos (con Stuart O'Grady, Timothy O'Shannessey y Dean Woods), y oro en Sídney 2000 en madison (haciendo pareja con Scott McGrory).
Ganó cuatro medallas en el Campeonato Mundial de Ciclismo en Pista entre los años 1990 y 1994. Además, obtuvo la victoria en la Carrera de seis días disputada en Dortmund en 1993.
Por su triunfo olímpico, en 2001 fue condecorado con la Medalla del Centenario, la Medalla Deportiva Australiana y la Medalla de la Orden de Australia (OAM).
En 2004 dejó temporalmente la competición para regresar en 2006 y retirarse definitivamente en 2009. Posteriormente, trabajó en el Instituto Deportivo de Australia Meridional (SASI) como entrenador jefe de ciclismo.

## Medallero internacional
| Juegos Olímpicos   | Juegos Olímpicos         | Juegos Olímpicos  | Juegos Olímpicos            |
| Año                | Lugar                    | Medalla           | Competición                 |
| ------------------ | ------------------------ | ----------------- | --------------------------- |
| 1992               | Barcelona (España)       | Medalla de plata  | Persecución por equipos     |
| 1996               | Atlanta (Estados Unidos) | Medalla de bronce | Persecución por equipos     |
| 2000               | Sídney (Australia)       | Medalla de oro    | Madison                     |
| Campeonato Mundial |                          |                   |                             |
| Año                | Lugar                    | Medalla           | Competición                 |
| 1990               | Maebashi (Japón)         | Medalla de bronce | Persecución por equipos (A) |
| 1991               | Stuttgart (Alemania)     | Medalla de bronce | Persecución por equipos (A) |
| 1993               | Hamar (Noruega)          | Medalla de oro    | Persecución por equipos     |
| 1994               | Palermo (Italia)         | Medalla de bronce | Persecución por equipos     |